# Ibolyásfejű erdeinimfa
Az ibolyásfejű erdeinimfa (Thalurania glaucopis) a madarak (Aves) osztályának a sarlósfecske-alakúak (Apodiformes) rendjéhez, ezen belül a kolibrifélék (Trochilidae) családjához tartozó faj.

## Rendszerezése
A fajt Johann Friedrich Gmelin német természettudós írta le 1788-ban, a Trochilus nembe Trochilus glaucopis néven.

## Előfordulása
Argentína északkeleti, Paraguay és Uruguay nyugati, valamint Brazília déli részén honos. Természetes élőhelyei a szubtrópusi vagy trópusi éghajlati övezetben lévő síkvidéki esőerdők és cserjések, valamint másodlagos erdők és városi környezet. Állandó, nem vonuló faj.

## Megjelenése
Testhossza 11 centiméter. A hímnek csillogó lila sapkája van.
|  |  |

## Életmódja
Nektárral táplálkozik.

## Természetvédelmi helyzete
Az elterjedési területe rendkívül nagy, egyedszáma pedig ismeretlen. A Természetvédelmi Világszövetség Vörös listáján nem fenyegetett fajként szerepel.